# قحطان (قبيلة)
قحطان هي قبيلة عربية ترجع إلى العصر الكندي وقد برزت في العصر الأموي، وتنتشر القبيلة في المنطقة الجنوبية من شبه الجزيرة العربية والكويت وقطر والجزء الأكبر من القبيلة يتواجد في جنوب السعودية وجزء منهم في تهامة وجزء في نجد حيث يتواجد فيها أهل الحاضرة (القرويون) وأهل البادية البدو بحد سواء وكتب عنهم عدد من الرحالة والمستشرقين، عن عاداتهم وأسلحتهم وطريقة حياتهم في البادية والقرى.
في فترة من الفترات استوطنت قبيلة الجحادر من سنحان في منطقة من مناطق نجد بالقرب من القويعية وكان محمد بن هادي بن قرملة هو شيخ القبيلة واتسعت نفوذهم آن ذاك في عهد الامام فيصل بن تركي آل سعود.
تتكون قحطان من عدة قبائل ومنها عبيدة وسنحان ورفيدة والحباب والجحادر وبني هاجر.

## التاريخ

### آل قرملة
استقرت قحطان في إحدى مناطق نجد المعروفة بالقويعية ووسعت نفوذها في جنوب نجد، إلا أن نجد تخضع لحكم ابن سعود في الدولة السعودية الثانية. وقد وصف العديد من المؤرخين قحطان بأنها أصبحت إحدى قبائل نجد القوية لفترة من الوقت ثم غادرت إلى موطنها الأصلي في الجنوب.

## قبائل قحطان
تتكون قبيلة قحطان من عدة قبائل رئيسية:
- سنحان
- الحباب
- الجحادر
- آل السري
- آل عمر
- بني بشر
- شريف
- بني هاجر
- عبيدة
- رفيدة

## بلاد قحطان
تمتد بلاد قحطان من سفوح جبال عسير الشرقية إلى حدود منازل قبيلة الدواسر في الشرق. وكانت سابقاً تمتد شمالاً لتشمل أجزاء من نجد، ومن أشهر منازلها وادي تثليث في جنوب الجزيرة العربية و‌وادي الركاء ووادي الرين ‌ وحصاة قحطان بالقرب من منطقة القويعية في نجد.

## النقوش
ذُكرت قبيلة قحطان في نقوش ال ثور أقيال (حكام) كندة وحكام المستوطنة السبئية قرية كهلم وقحطن جنوب نجد حيث ورد في النقش (معاوية بن ربيعة آل (ثور) القحطني ملك قحطن ومذحج) مما يعني أن الحاكم نفسه يلقب بالقحطني.
لم تذكر النقوش «قحطان» كجد للسبئيين بل ذكرت كقبيلة في مملكة كندة، تصف النقش «آل ثور» أقيال/حكام كندة بانهم «أبعل قريتم كهلم وقحطن» أي أصحاب قرية كهل وقحطن، باللغة السبئية النون في آخر الكلمة هو أداة التعريف فيكون الاسم «قحط».، لم يكن السبئيين ينسبون أنفسهم إلى قحطان قبل الإسلام بل إلى سبأ، وقد ذكر سبأ كشعب ومملكة وأرض في النصوص الآشورية والرومانية وأنهم يعيشون في الجزء الجنوبي الغربي من شبة الجزيرة العربية.
حسب ما ورد في ترتيب سلسلة النسب سبأ هو شقيق ددان وأبيهم هو يقشان وعمهم هو مدين، وتطلق تسمية الدادانيين على المعينيين نسبة لمستوطنة ددن المكان الذي تستريح فيه القوافل المعينية القادمة من اليمن.
وتصف النقوش قبيلة كندة وقحطن ومذحج ومراد بأعراب سبأ وقد كان لهم مكانة مهمة عند السبئيين وملوكهم ويعتبرونهم مواطنين سبئيين وبينما كانوا يطلقون على العرب تسمية «عربن» أي العرب، ولم يفهم السبئيين «العرب» كقومية عرقية قبل الإسلام ولم يعتبروا أنفسهم عرب حيث كانوا يطلقون على قبائلهم البدوية تسمية أعراب «أعرب» وتعني بدو أو رُحَّل وليس تسمية العرب «عربن»، وقد اتحدت قبائل سبأ من القبائل البدوية وقبائل الجبال وقاتلوا ككيان واحد ضد الأحباش العنصر الأجنبي الغريب حيث ورد في النقش أن مذحج وهمدان وكندة ومراد كبرى قبائل سبأ قاتلوا مع الملك الحميري يوسف أسأر يثأر وشاركوا في حملاته العسكرية ضد الأحباش في نجران والمخا وظفار وباب المندب وتهامة وجزيرة الفرسان.
تشير نقوش المسند تشير لسنحان وإلى خولان عدة مرات ودائما ما يذكرون معاً مما يرجح أنهم وسنحان أنهم يقطنون على مقربة بالمنطقة ذاتها، والملاحظ أن هذه ينطبق على كل من خولان الطيال وسنحان في صنعاء وعلى قبيلة خولان في إقليم السراة القاطنين على مقربة من سنحان قحطان.

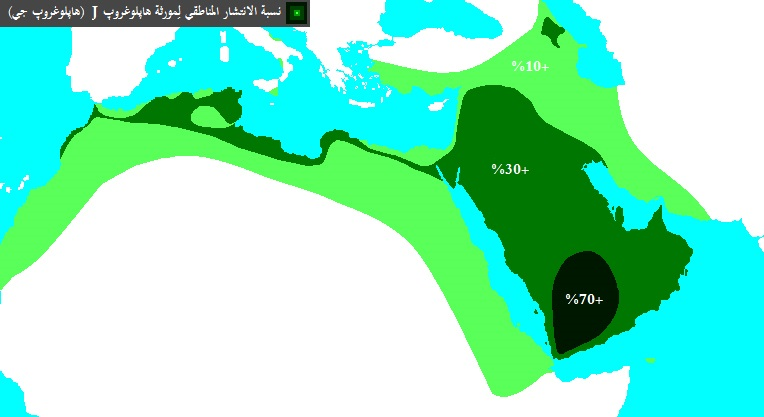
مورثة J-M267 تنتشر بين قبيلة قحطان بنسبة 100%، وتنتشر في جنوب السعودية واليمن بنسبة 72%، وتنتشر بنسبة 72% بين سكان سقطرى، وتنتشر بين بدو النقب بنسبة 67%

## الفحوصات الجينية
ينتشر بين أفراد قبائل قحطان مورثة J-M267 السائدة في اليمن وجميع قبائل قحطان اجتمعت في التحور by9 مذحج 

العرب سكان شبة الجزيرة العربية القدامى مثل أي شعب بالعالم ينتمون لعدة سلالات جينية: J1 , R1a , E , G , T وغيرها وسلالة J1 هي الأكثر انتشاراً بنسبة 70% وهي الأعلى انتشاراً بين سكان اليمن وجنوب السعودية وبدو النقب بالذات، وانتماء عرب الجزيرة لعدة سلالات لا ينقص من عروبتهم أو انهم ليسوا شعب واحد لكن بالاصل قبائل سكنت أرض شبة الجزيرة العربية منذ عشرات الالاف السنين وبسبب التصاهر فيما بينهم يعتبرون مجموعه عرقية واحدة، فالعرب سكان شبة الجزيرة العربية حسب العلم الجيني حتي لو لم تكن سلالاتهم J1 كان لهم اسلاف يحملون السلالة J1 عن طريق التصاهر، فنسبهم يستمر ايضاً عن طريق الام، فاغلب سكان العراق والشام ومصر حتى ولو لم ينتموا الي السلالة J1 هم عرقياً ايضاً جزء من العرب بسبب التصاهر مع العرب فاحد اسلافهم عن طريق الام هو عربي. وتنوع انتماء العرب لعدة سلالات يعتبر شيء عادي فقبيلة بنو شيبة (سدنة الكعبة) يحملون السلالة الجينية R1a، بينما الهاشميين من نفس القبيلة يحملون السلالة J1 وهذه ينطبق علي جميع قبائل شبة الجزيرة العربية وليس قبيلة قريش وحدها.
فالاثيوبيين والنوبيين ليسوا تاريخياً وعرقياً من العرب لكنهم يحملون السلالة الجينية J1 بنسبة عالية جداً أي انهم يشتركون مع العرب في النسب الابوي في جد عمره 30 الف سنه أي قبل وجود العرب لكن هذه النسب الابوي لا يجعل الاثيوبيين والنوبيين عرباً مطلقاً فهم لا يحملون 1% من الجينات الوراثية التي يحملها العرب في شبة الجزيرة العربية.

## ملاحظة
يوجد قبيلتين تُسميان بني هاجر في قحطان:
1. بني هاجر من شريف قحطان (الجنوب).
2. وبني هاجر (الهواجر) من عبيدة قحطان، وهي قبيلة مستقلة جغرافيا عن قبائل عبيدة قحطان.